# Geografia do Kosovo
O Kosovo tem uma área de 10 908 km2 e uma população de cerca de 2,2 milhões de habitantes. As suas maiores cidades são Pristina, a capital, com cerca de 500 000 habitantes, Prizren, no sudoeste, com uma população de 110 000, Peć, no oeste, com 70 000, e Mitrovica, no norte, com 70 000. O clima é continental, com verões quentes e invernos frios e com neve. 
A maior parte do terreno kosovar é montanhoso, e o pico mais alto do país é o Ðeravica, com 2 656 metros. O país tem duas regiões principais planas, a bacia de Metohija, localizada na parte ocidental do Kosovo, e a planície do Kosovo, que ocupa a parte oriental. Os principais rios da região são o Drin Branco, que desagua no mar Adriático, o Erenik, um de seus afluentes, o Sitnica, o Morava do Sul, a região de Goljak, e o Ibar, no norte. Os maiores lagos são o Gazivoda, o Radonjić, o Batlava e o Badovac.
Fitogeograficamente o Kosovo pertence à província Ilíria da Região Circumboreal, dentro do Reino Boreal. De acordo com o WWF e o Mapa Digital das Regiões Ecológicas Europeias, da Agência Europeia do Meio Ambiente, o território do Kosovo pertence à ecorregião das florestas mistas balcânicas.
39,1% do Kosovo é coberto por florestas; 52% encontra-se classificado como terra utilizada para agricultura, das quais 31% são usados como pasto e 69% terras aráveis.
Atualmente o Parque Nacional das Montanhas de Šar, com 39 000 hectares, fundado em 1986 nas Montanhas Šar (ao longo da fronteira com a Macedônia do Norte) é o único parque nacional do Kosovo, embora o Parque Nacional Bjeshkët e Nemuna, no Prokletije (ao longo da fronteira Kosovo-Montenegro) tenha sido proposto.